# Aspö, Haninge kommun
För andra betydelser, se Aspö.
Aspö är en ö belägen mellan Nåttarö och Rånö, i södra delen av Stockholms skärgård. Ön är privatägd och bebyggd med fritidshus sedan början av 1960-talet. Större delen av året trafikeras den av Waxholmsbolaget. Två mindre vikar på den sydöstra delen av ön är populära badplatser med fina sandstränder.

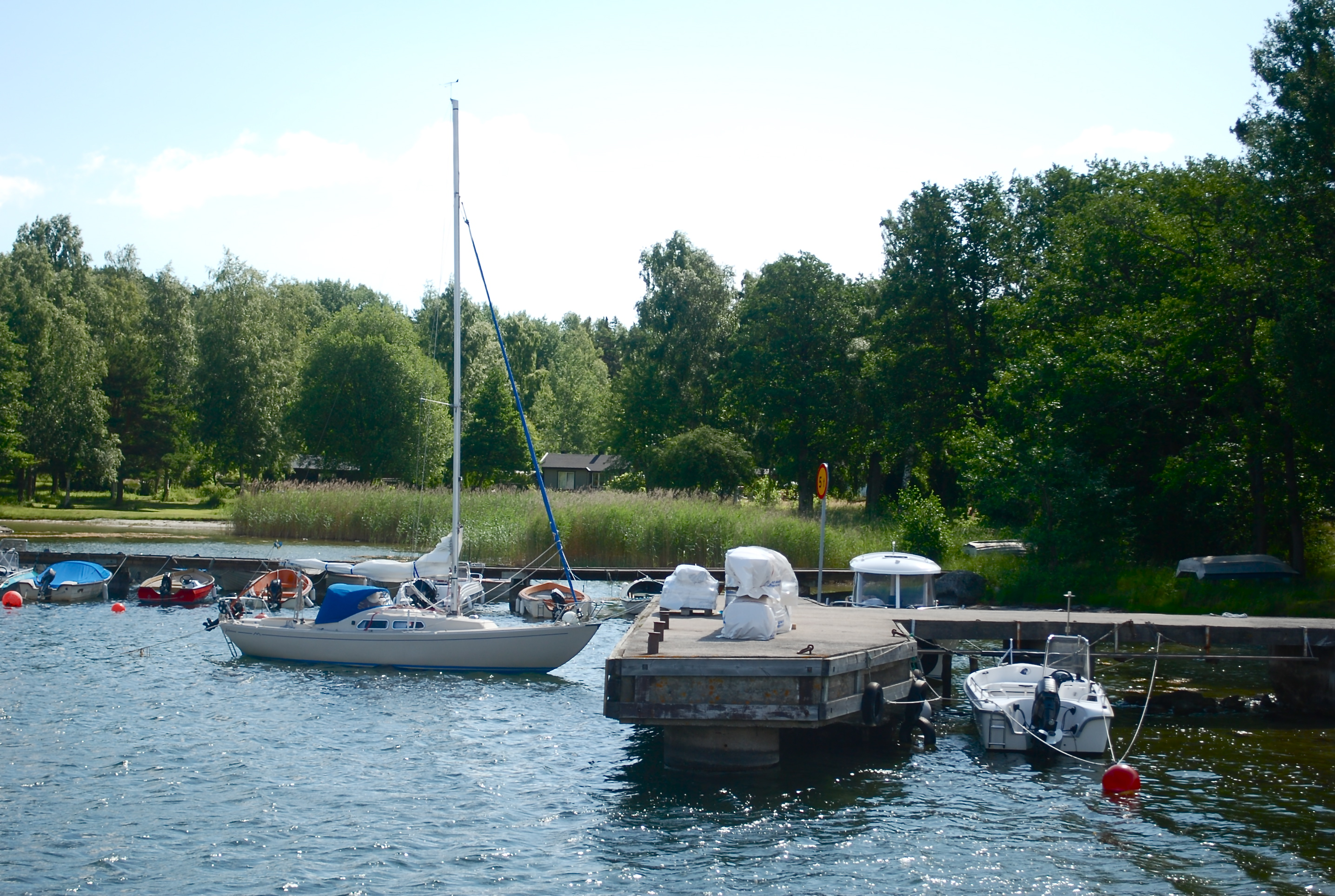
Aspö sommaren 2009.